# 狩野永敬
狩野 永敬（かのう えいけい、寛文2年（1662年） - 元禄15年9月18日（1702年11月7日））は、江戸時代前中期に活動した狩野派の絵師。京狩野家3代目狩野永納の長子で、永敬は4代目。息子は5代目となる狩野永伯、弟に狩野永梢。本姓は藤原、通称は縫殿助、求馬。号に仲簡子・幽賞軒、松陰子。

## 略伝
狩野永納の子として京都に生まれる。貞享元年（1684年）6月末頃家督を譲られ、当主が名乗る縫殿助を称す。父祖と同様に九条家と深く繋がり、九条家から養子に入った二条綱平に伺候、綱平を介し尾形乾山とも交流した。更に、『桂宮日記』（宮内庁書陵部蔵）で頻繁に登場し、ときの当主京極宮文仁親王に気に入られていたとわかる。下記のような本格的な作品を描く他に、『本朝孝子伝』の挿絵も手掛けている。しかし、元禄15年に41歳で急逝。墓所は泉涌寺。弟子に高田敬輔など。
温雅な大和絵風の作品もあるが、代表作の実相院の障壁画では狩野永徳・山楽・山雪ら先祖への回帰し、よりマニエリスティックな画風を展開してる。その肥痩を強調したうねるような墨線の使用は、弟子の敬輔、その弟子の曾我蕭白へと受け継がれた。

## 作品
| 作品名                               | 技法         | 形状・員数                      | 寸法（縦x横cm）   | 所有者                         | 年代                   | 落款・印章                                                      | 備考 |
| ------------------------------------ | ------------ | ------------------------------- | ----------------- | ------------------------------ | ---------------------- | --------------------------------------------------------------- | --- |
| 朝鮮人行列図巻                       |              |                                 |                   | ニューヨーク公共図書館         | 1682年（天和2年）頃    |                                                                 | |
| 鮮通信使屏風                         |              |                                 |                   | ハーバード大学サックラー美術館 | 1682年（天和2年）頃    | 右隻：款記「狩野求馬永敬図之」 左隻：款記「狩野求馬永敬仲簡筆」 | 共に天和2年（1682年）の朝鮮通信使を描いたものか                                                                                       |
| 三十六歌仙図                         |              |                                 |                   | 大阪市立大学森文庫             | 1690年（元禄3年）      |                                                                 | |
| 花鳥図襖・群仙図襖                   | 紙本著色     | 襖8面壁貼付2面・襖12面壁貼付2面 |                   | 実相院                         |                        | それぞれに款記「狩野永敬筆」/「意在筆先」朱文円印               | 金泥は後補か。 |
| 四季花鳥図屏風（十二ヶ月花鳥図屏風） | 紙本金地著色 | 六曲一双                        | 137.5x363.6（各） | 東京国立博物館                 |                        | 款記「狩野縫殿助永敬筆」/「意在筆先」朱文円印・「永敬」朱文鼎印 | 父・永納の「十二月花鳥図」（三宝院白書院棚障子）を再構成した作品。                                                                    |
| 十二ヶ月歌意図屏風                   | 紙本著色     | 六曲一双押絵貼                  | 63.7x31.9（各）   | 京都府京都文化博物館           | 1694年（元禄7年）以前  | 一月に款記「狩野永敬筆」/各図に「永敬」朱文壺印                 | 「畠山匠作亭詩歌」を絵画化。和歌は一条冬経ら12名の寄合書き。                                                                          |
| 鳥類和歌画巻                         |              |                                 |                   | 萬野美術館旧蔵                 | 1701年（元禄14年）以前 |                                                                 | |
| 花鳥図屏風                           | 紙本金地著色 | 六曲一双                        | 151.6x360.0（各） | 宮内庁京都事務所               |                        | 無                                                              | 桂宮伝来。『桂宮日記』元禄13年2月21日条の記述から、本作品は狩野永徳筆「檜図屏風」（東京国立博物館蔵）を元に制作されたとする説がある。 |
| 秋草図屏風                           | 紙本金地著色 | 六曲一双                        | 97.7x267.6（各）  | 個人                           |                        | 「狩埜」白文長方印                                              | 「狩埜」白文長方印は父永納が使っていた印                                                                                              |
| 竹林七賢図屏風                       | 紙本金地著色 | 八曲一隻                        | 170.1504.0        | 個人                           |                        |                                                                 | |
| 天神図                               |              |                                 |                   | 荻野美術館（倉敷市）           |                        |                                                                 | |